# Ilyobates haroldi
Ilyobates haroldi är en skalbaggsart som beskrevs av Ihssen 1934. Ilyobates haroldi ingår i släktet Ilyobates och familjen kortvingar. Inga underarter finns listade i Catalogue of Life.